# Batracomorphus tityos
Batracomorphus tityos är en insektsart som beskrevs av Knight 1983. Batracomorphus tityos ingår i släktet Batracomorphus och familjen dvärgstritar. Inga underarter finns listade i Catalogue of Life.